# Tatjana Konstantinovna af Rusland
Tatjana Konstantinovna af Rusland (russisk: Татьяна Константиовна Романова; tr. Tatjana Konstantinovna Romanova) (23. januar 1890 – 28. august 1979) var en russisk prinsesse fra Huset Romanov. Hun var datter af storfyrst Konstantin Konstantinovitj af Rusland og storfyrstinde Jelisaveta Mavrikjevna af Rusland (født prinsesse Elisabeth af Sachsen-Altenburg).
Hun blev gift i et morganatisk ægteskab med den georgiske fyrste Konstantin Bagration af Mukhrani i 1911. Efter den Russiske Revolution opholdt hun sig i Rumænien og Schweiz. 
I 1941 indtrådte hun i Maria Magdalene-klosteret på Oliebjerget i Jerusalem, hvor hun også døde den 28. august 1979.

## Eksterne links
- Wikimedia Commons har flere filer relateret til Tatjana Konstantinovna af Rusland